# Ligne d'Igney - Avricourt à Cirey
La ligne d'Igney - Avricourt à Cirey est une ancienne ligne ferroviaire française du département de Meurthe-et-Moselle à écartement standard et à voie unique. Elle appartenait à la petite compagnie du chemin de fer d'Avricourt à Blâmont et à Cirey, dite « ABC », et reliait la gare d'Igney - Avricourt, située sur la ligne de Paris-Est à Strasbourg-Ville, à Cirey.
Elle constituait la ligne no 069 000 du réseau ferré national sous le nom de « ligne d'Igney - Avricourt à Cirey-sur-Vezouze ». Historiquement, elle constituait la ligne 21 dans l'ancienne numérotation SNCF des lignes de la région Est.

## Historique
La Compagnie anonyme du chemin de fer d’intérêt local d’Avricourt à Blâmont et Cirey est constituée le 1er octobre 1867. La ligne est concédée, au titre de l'intérêt local, à la compagnie par une convention signée entre le Préfet du département de la Meurthe et la compagnie le 26 octobre 1867. La convention est approuvée par un décret impérial le 26 juillet 1868. Ce même décret déclare la ligne d'utilité publique.
La ligne est mise en service le 26 avril 1870. Par un traité signée le 1er juillet 1876 entre la compagnie du chemin de fer d’intérêt local d’Avricourt à Blâmont et Cirey et la compagnie des chemins de fer de l'Est, cette dernière se voit confier l'exploitation de la ligne pour une durée de dix ans. Une nouvelle convention est signée pour dix années les 16 et 24 juin 1886. Puis une convention reconductible tacitement est signée entre les compagnies les 18 juin et 28 juillet 1896.
La ligne est fermée au service des voyageurs en 1945 et des marchandises le 30 juin 1969, avant d'être déclassée en avril 1970.

## Exploitation

### Matériel moteur
La ligne était exploitée par une locomotive 030 et 2 locomotives-tenders à vapeur Mallet (semi-articulées) de type 020+020T, de surface de grille de 1,35 m2, de timbre de 14 hpz, de diamètre de roues de 1,10 m et de masse de 41 tonnes, immatriculées ABC 2 et 3. Ces machines étaient construites par la firme allemande Henschel à Cassel.
L'une d'entre elles, restaurée, est exploitée sur le chemin de fer touristique Train Thur Doller Alsace.